# Karl Wittgenstein

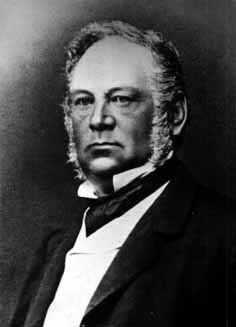

Karl Wittgenstein (ur. 8 kwietnia 1847 w Gohlis, zm. 20 stycznia 1913 w Wiedniu) – austriacki przemysłowiec, właściciel kartelu stalowego, ojciec Ludwiga Wittgensteina, mecenas sztuki.

## Życiorys
Pochodził z rodziny niemieckich Żydów Mayer, która w pierwszej połowie XIX wieku przeniosła się do Wiednia, przeszła na protestantyzm i zaczęła używać nazwiska Wittgenstein. Ojcem Karla był Hermann Christian, który ożenił się w 1839 z Fanny Fidgor. Karl ukończył studia inżynierskie i zdobył ogromny majątek w przemyśle stalowym. W 1873 ożenił się z Leopoldine Kallmus, z którą miał ośmioro dzieci. Od 1898 poświęcił się już wyłącznie akcjom charytatywnym i został znanym mecenasem artystów. W 1898 dzięki niemu powstał pawilon wystawowy Gmach Secesji dla Vereinigung bildender Künstler Österreichs - Secession założonego przez Gustava Klimta i Kolomana Mosera. Pawilon został zaprojektowany przez Josefa Olbricha. W jego pałacu koncertowali najwybitniejsi wiedeńscy muzycy tamtego czasu.